# Medveszakadék
A Medveszakadék (románul: Prăpastia Urșilor, németül: Bärenschlucht) a Hétlétráktól keletre elhelyezkedő sötét, nedves völgy, a Nagykőhavas egyik kedvelt kiránduló- és sziklamászó helye. Nevét onnan kapta, hogy a 20. századig – a turizmus térnyeréséig – számos barna medve tanyázott itt, és a völgyet határoló meredek sziklafalak üregeiben is medvék éltek. A völgyön áthalad a Kiskőhavas közelében eredő, állandó vízhozamú Lőrinc-patak.

## Kialakulása
A meredek sziklafalakkal határolt szakadékot a Lőrinc-patak (a Sipoly jobboldali mellékvölgye) alakította ki. A Nagykőhavasra jellemzőek a konglomerátumba ágyazott, kaotikusan elrendezett mészkőtömbök, melyek olisztolitok ebben a képződményben. A völgy kialakulásával ezek felszínre kerültek (hasonlóan a Hétlétrákhoz és a csúcshoz közeli részekhez), magas, függőleges tömbjeikkel több oldalról lezárva a mély, árnyékos völgyet.

## Leírása
A Medveszakadék az úgynevezett Lőrincárkának  déli, mélyen fekvő része. Északkelet-délnyugati irányú, alsó (északkeleti) bejárata 1000, felső kijárata 1200 méter körüli tengerszint fölötti magasságon van. Fő vízfolyása a Lőrinc-patak, melybe számos kisebb, a sziklákból előtörő források által táplált patakocska ömlik.
A völgyet határoló függőleges sziklatömbök közül a leglátványosabb a Vereskő (vagy Vöröskő), mely északkeletről zárja le a Medveszakadékot. A vörös és kék foltokkal tarkított Vereskő magassága 76 méter, szélessége 220 méter, anyaga konglomerátumból kiálló mészkőtömb; felszínén különleges karsztikus képződmények vannak. Népszerű sziklamászó hely; kilenc útvonalat határoztak meg rajta, melyek nehézsége 3 és 5A között van. Rossz időben és télen is mászható.
A Vereskő tetején, 1251 méter magasan egy kilátó van (ez legkönnyebben a Családi út elágazása felől közelíthető meg), ahonnan kiváló rálátás nyílik a Nagykőhavas csúcsára és északi oldalára, és a Keresztényhavas csúcsára.

### Megközelítése, bejárása
A Medveszakadék körülbelül fél óra alatt járható be. A szakadék alsó bejárata néhány percre van a Hétlétrák alatti menedékháztól; innen az ösvény a szurdok alján vezet, majd északkelet felé fordulva eljut a Vereskőig és a szikla alatti párkányon halad a völgy kijáratáig. Itt találkozik a másik ösvénnyel, az ún. gerincúttal, mely a Hétlétrák felső részétől indul és a szakadék déli részén halad. A két ösvény találkozásától a Családi út és a kilátó 15 percre van.
A Medveszakadék veszélyei közé tartoznak a medvék, a sziklaomlások, télen a lavinák. A kilátó sem veszélytelen: a szikla szélén megcsúszva könnyű a százméteres mélységbe zuhanni.

### A Medveszakadék mondája
Már a 19. században feljegyezték a helyi csángó juhászok által ismert legendát, mely szerint egyszer egy medve háromszáz juhot űzött a szakadékba. A mondát Reményik Sándor is megörökítette 1933. augusztusi nagykőhavasi kirándulása alkalmából írt Szemeimet a hegyekre emelem című versciklusának egyik darabjában, mely egyes irodalomkritikusok szerint „szinte a II. világháború előrevetülő víziója”.

## Képek

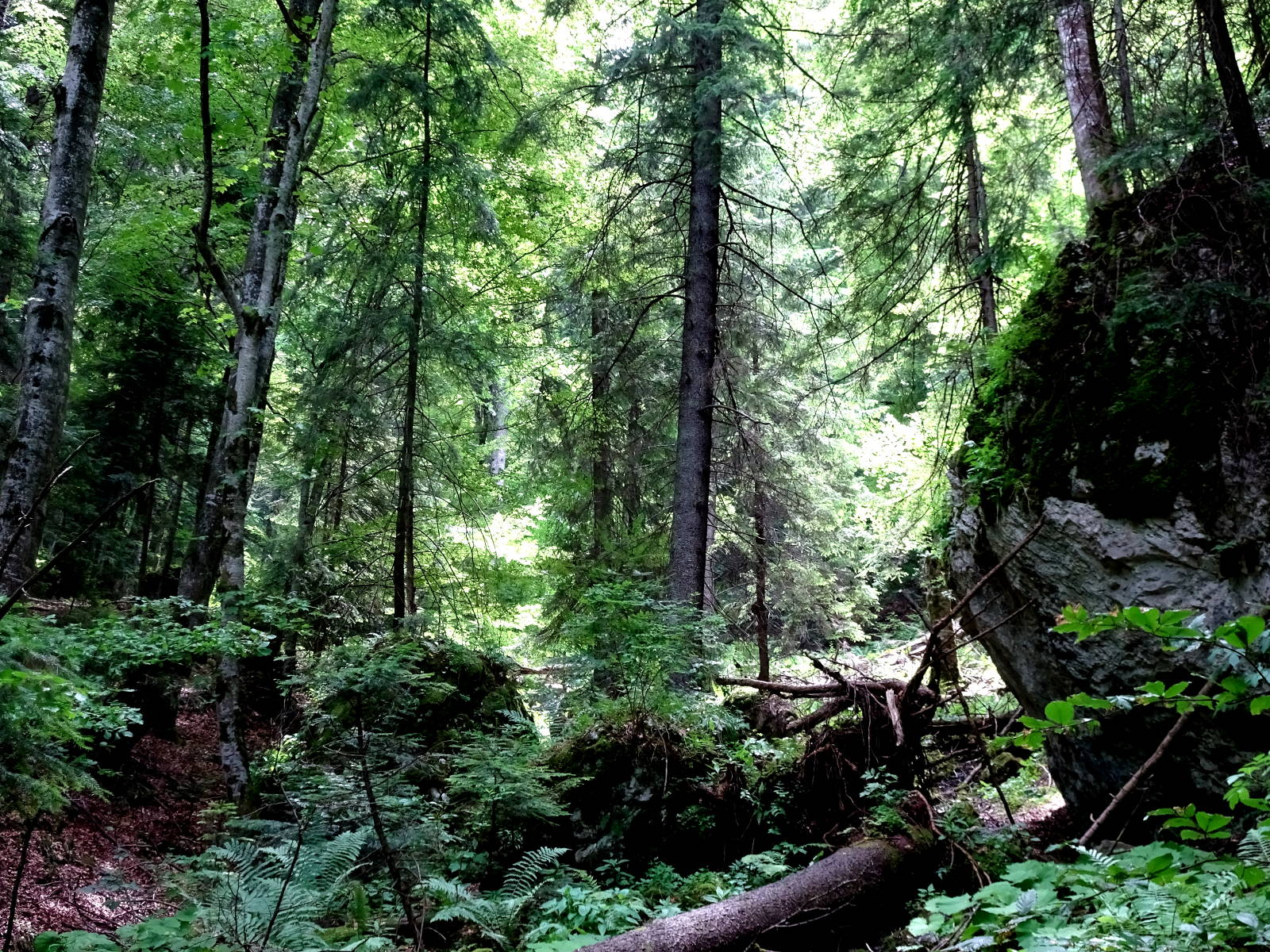
A Medveszakadék mélyén
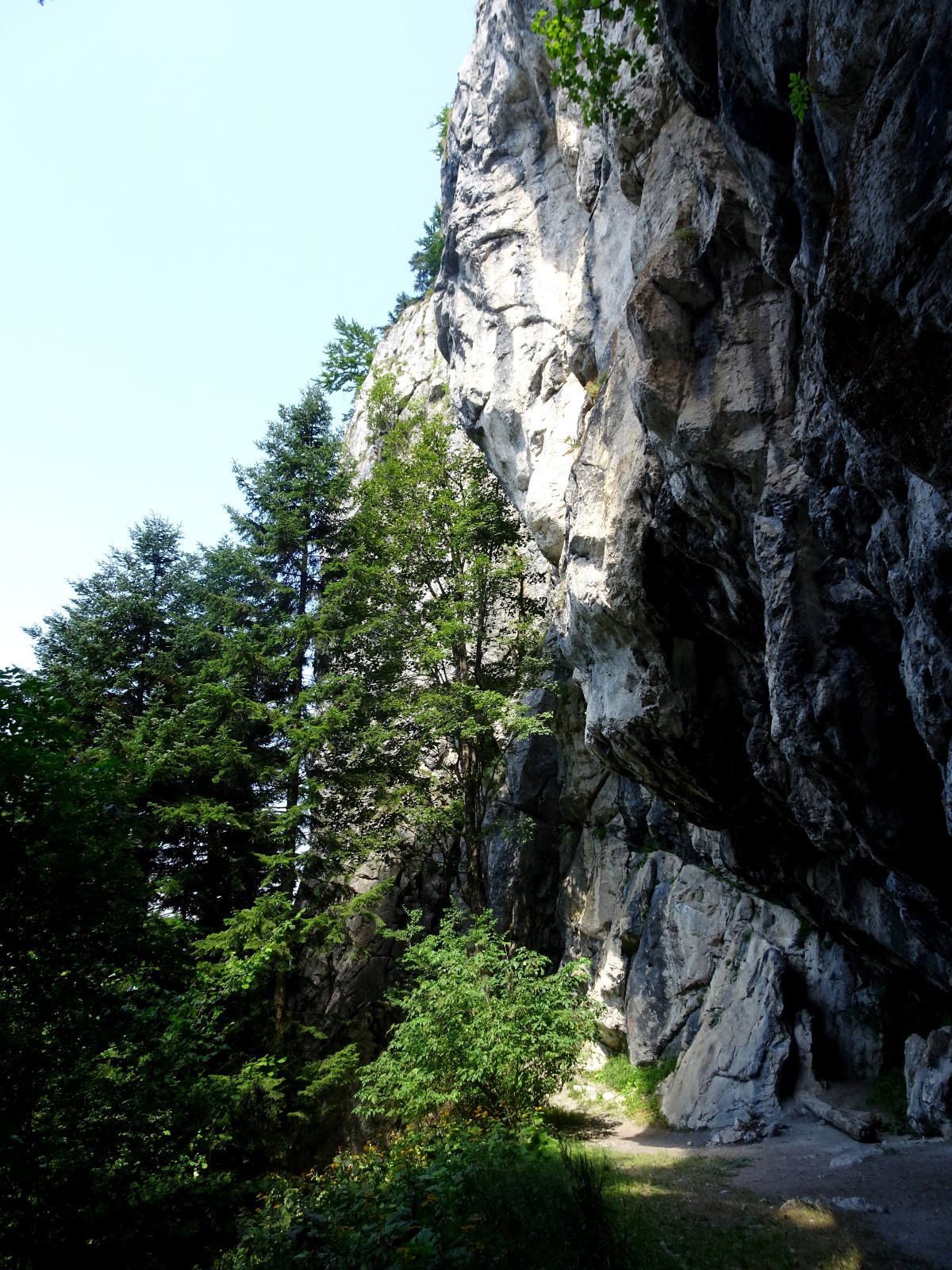
A Vereskő
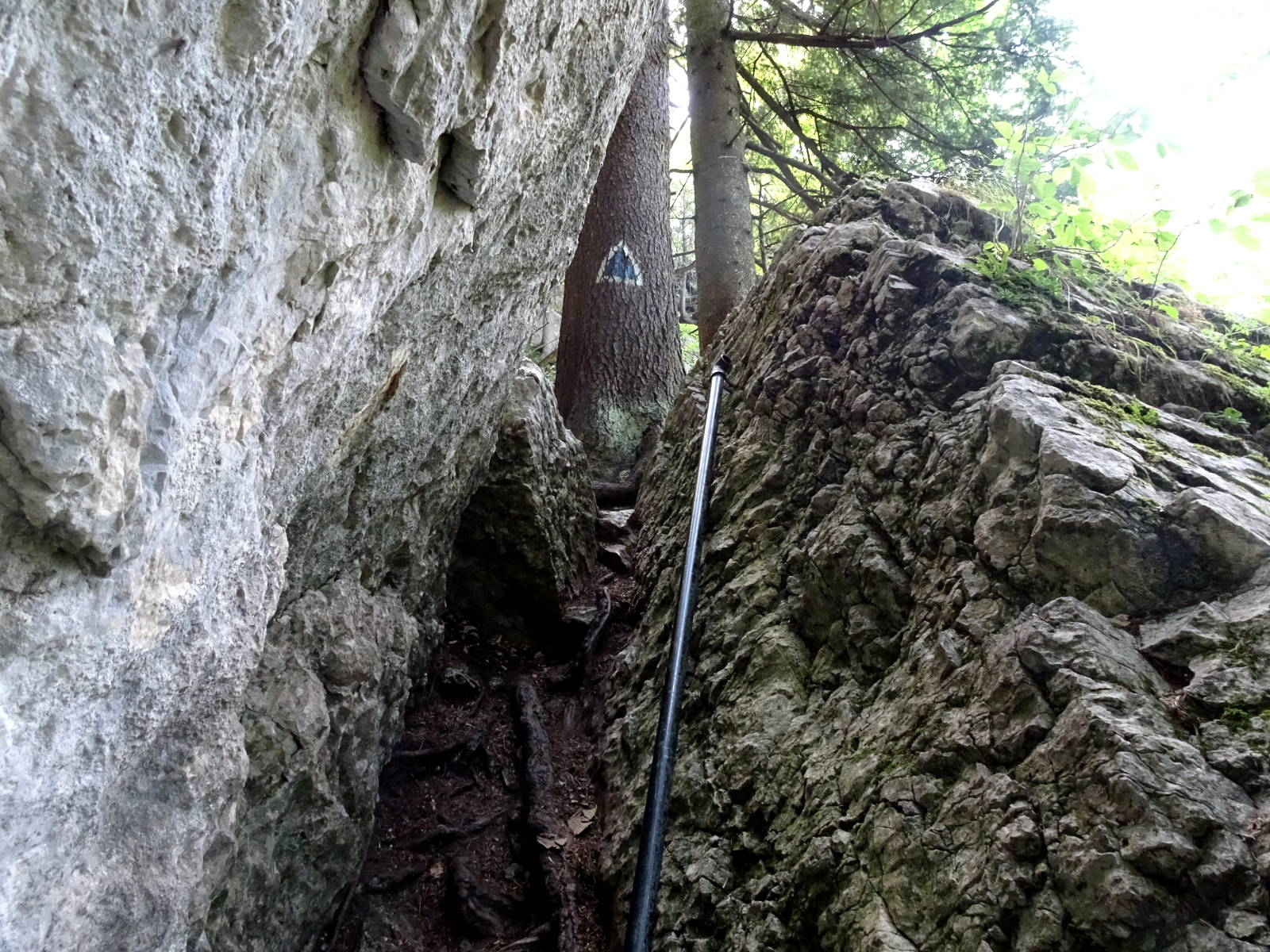
Útvonal a sziklafal mellett
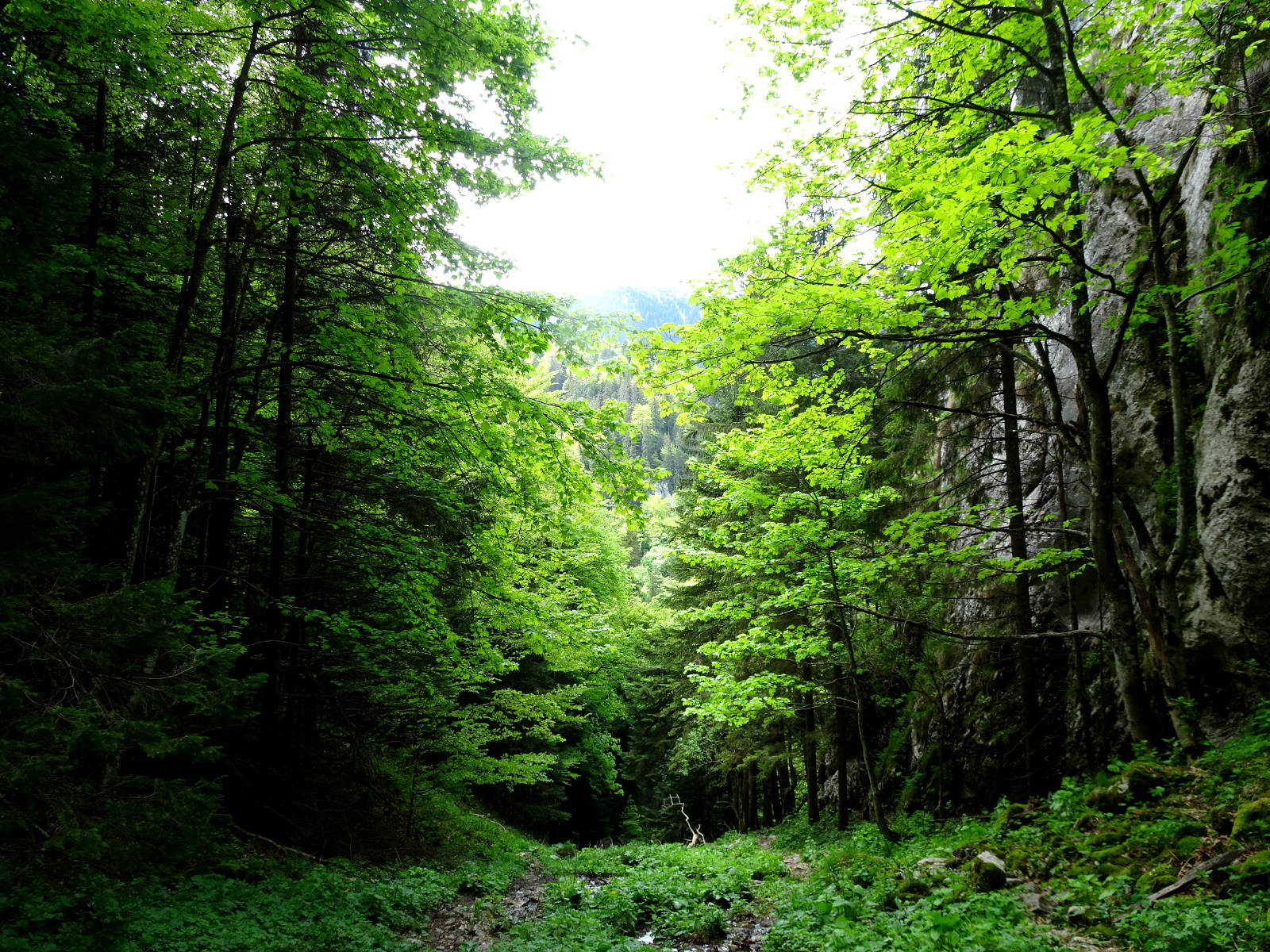
A szakadék felső kijárata
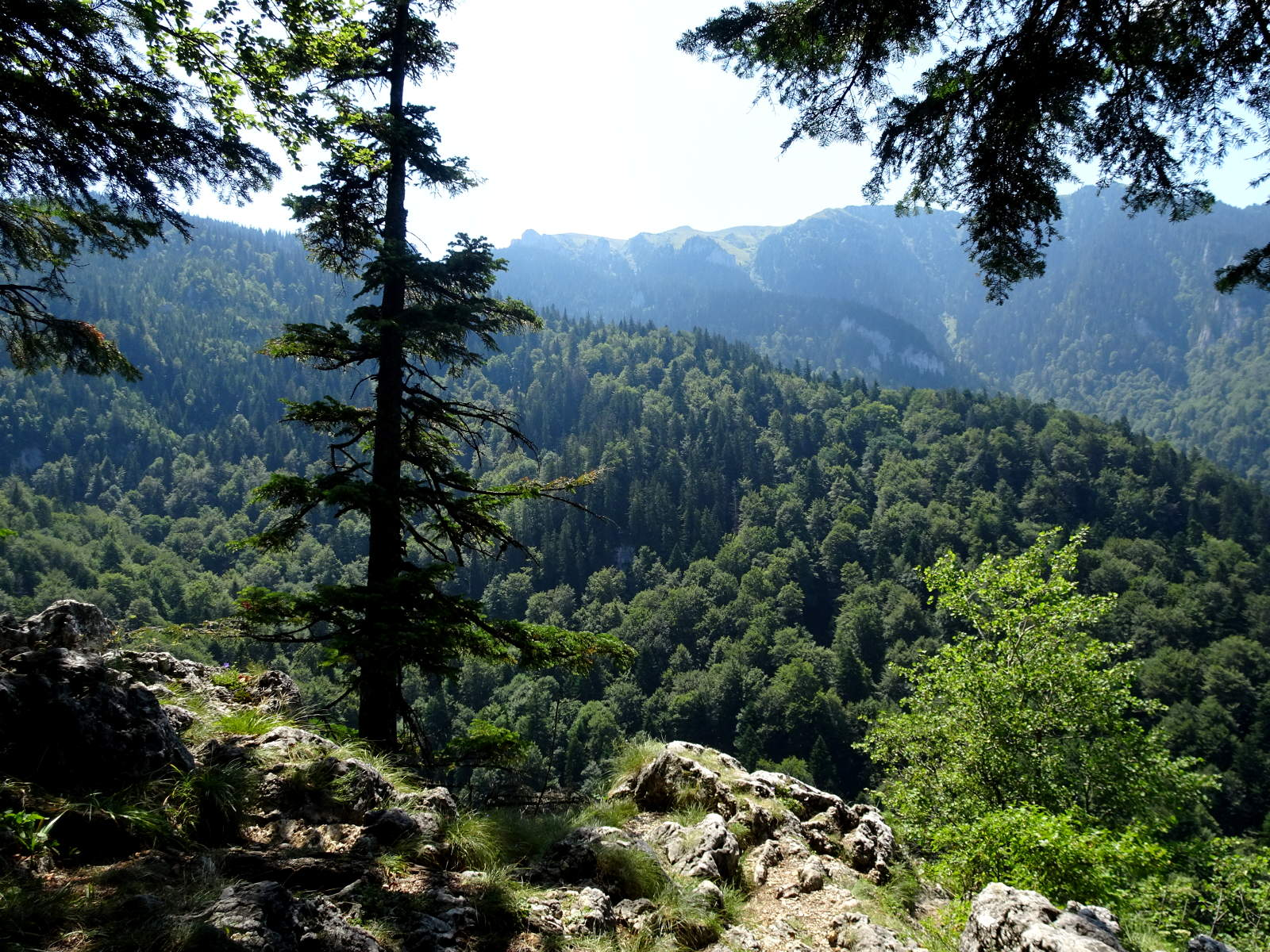
A kilátó